# Nitrosuree
Le nitrosuree sono farmaci antitumorali che appartengono alla categoria degli agenti alchilanti. A questa classe appartengono la carmustina, somministrata per via endovenosa, e la lomustina e la semustina, somministrate per via orale. Questi composti riescono a raggiungere concentrazioni pari al 30/40 % nel SNC, in particolare la carmustina, che può dare mielosoppressione in maniera molto tardiva rispetto agli altri alchilanti. La carumustina è instabile in soluzione acquosa e deve essere somministrata per endovenosa; attraversa la barriera emato-encefalica, per cui può essere utilizzata per tumori cerebrali primitivi.

## Meccanismo d'azione
Queste molecole agiscono attraverso due meccanismi principali: l’alchilazione del DNA e la carbamoilazione delle proteine. 
Dal punto di vista chimico, le nitrosuree sono caratterizzate dalla presenza di un gruppo nitroso        {\displaystyle {\ce {(-N=O)}}}.
Queste molecole sono particolarmente instabili in soluzione acquosa, dove si decompongono spontaneamente generando due composti reattivi: un isocianato  {\displaystyle {\ce {( R-N=C=O )}}} e un gruppo diazo {\displaystyle {\ce {(R'-N=N-O^{-})}}}.
Il gruppo diazo subisce un’ulteriore decomposizione, perdendo uno ione ossido e formando un diazoalcano {\displaystyle {\ce {(R'-N=N^{+})}}}. Questo composto altamente reattivo può seguire due vie principali:
1. Decomposizione diretta: il diazoalcano si decompone rilasciando azoto gassoso e generando un carbocatione {\displaystyle {\ce {(-R^{'+})}}}. Questo catione è particolarmente reattivo e svolge il ruolo principale nell’alchilazione del DNA.

{\displaystyle {\ce {R'-N=N^{+}-> R'^{+}+ N2 (gas)}}}
1. Reazione con l’acqua: può formare un alcol, sebbene questo processo sia meno rilevante per l’azione farmacologica.

{\displaystyle {\ce {R'-N=N^+ + H2O -> R'-OH + N2 + H^{+}}}}
L’alchilazione del DNA avviene quando il catione carbonio reagisce con specifici siti nucleofili, in particolare con l’O6 e N7 della guanina e con l’N3 della citosina. Questa interazione provoca alterazioni strutturali nel DNA, compromettendo la capacità delle cellule tumorali di replicarsi e sopravvivere.
Parallelamente, l’isocianato generato reagisce con i gruppi amminici delle proteine attraverso un processo noto come carbamoilazione. Questo meccanismo modifica la struttura e la funzione delle proteine, contribuendo all’effetto citotossico delle nitrosuree.
Questa proprietà rende le nitrosuree particolarmente efficaci nel trattamento di tumori cerebrali, come il glioblastoma multiforme. Tuttavia, la combinazione dei due meccanismi di azione – alchilazione e carbamoilazione – contribuisce anche a una tossicità relativamente elevata rispetto ad altri agenti alchilanti.

## Usi
Una caratteristica distintiva delle nitrosuree è la loro elevata lipofilia, che consente loro il passaggio attraverso la barriera ematoencefalica. Per tale motivo, vengono utilizzate per trattare i tumori cerebrali. La Carmustina e Lomustina vengono usate in particolari tipi di linfoma, come il Linfoma di Hodgkin, nei linfomi non Hodgkin e nei tumori cerebrali.

## Tossicità
Hanno tossicità elevata, che non è quella classica degli antitumorali e si esprime soprattutto a livello renale ed epatico; causano anche piastrinopenia.